# Fabian Harloff
Fabian Harloff (ur. 27 stycznia 1970 w Hamburgu) – niemiecki aktor telewizyjny i filmowy i piosenkarz.
Urodził się i dorastał w Hamburgu jako syn reżysera Jana Harloffa i asystentki reżysera Annegret Harloff. Wychowywał się z młodszym bratem Markiem (ur. 22 kwietnia 1971). Już w wieku czterech lat trafił do telewizji w programie Ulica Sezamkowa. Od tego czasu rozpoczął współpracę z Norddeutscher Rundfunk. Stał się znany dzięki roli „Tima“ w serialu ZDF Ein Fall für TKKG (1985).
Wystąpił też na scenie Komödie Winterhuder Fährhaus w Hamburgu w spektaklu Im Sommer wohnt er unten (2017) z René Steinke.

## Wybrana filmografia

### Filmy fabularne
- 1989: Ein verhexter Sommer (TV) jako Robert
- 1993: Der Gartenkrieg (TV) jako Robby
- 1994: Der Mann mit der Maske jako Steffen
- 1995: Tränen des Siegers (TV)
- 1997: Der kleine Unterschied (TV) jako Till
- 2006: Half Empty
- 2011: Bauernfrühstück – Der Film jako Timo Thomsen
- 2016: No Future war gestern jako Ralf Schock

### Seriale TV
- 1974-84: Ulica Sezamkowa
- 1985: Ein Fall für TKKG jako Tim
- 1993: Der Bergdoktor jako Edi
- 1993: Vater braucht eine Frau jako Michael Einstein
- 1993: Neues vom Süderhof
- 1996: Komando Małolat (SK-Babies) jako policjant Kevin Peters
- 1995: Tatort: Bienzle und der Mord im Park jako Axel Kocher
- 2002: Nasz Charly (Unser Charly) jako Pan Knobloch
- 2003: Siska jako Ulf Bauer
- 2004: SOKO München jako Sebastian Gross
- 2007: Adelheid und ihre Mörder jako Ingo Danner

## Dyskografia
- 1989: "You light up my life"
- 1989: "I wanna go where love goes"
- 1991: "Small Town Girl"
- 1992: "Hold on together"
- 1994: "Liebe Pur"
- 1995: "Glory and Fame"
- 1996: "I follow you" duet z Iriną Alex
- 2006: "Wenn der Mensch" z Menschenskinder
- 2007: "Wenn Du lachst" z Menschenskinder
- 2008: Neue Generation (album z Menschenskinder)
- 2012: "Our Destiny" (oficjalna piosenka dla 24-godzinnego Nürburgring 2012) z ELĄ
- 2013: "Liebeslieder"
- 2013: Nu Aber! (album)[3]